# Erich Maria Remarque
Erich Maria Remarque, pravim imenom Erich Paul Remark (Osnabrück, 22. lipnja 1898. – Locarno, 25. rujna 1970.), njemački književnik.
Postao je poznat po antimilitarističkoj knjizi "Na zapadu ništa novo". Djelo je prevedeno na mnoge jezike, po njemu je snimljen film, a zabranjeno je u Njemačkoj nakon Hitlerova dolaska na vlast. Antimilitarist, antifašist, pisao je djela u kojima prikazuje okrutnost nacista, osuđuje rat, rasizam, neljudske metode Trećeg Reicha. Od 1947. je američki državljanin. Po njegovom je romanu snimljen film Doba ljubavi i doba smrti, za čiji je scenarij surađivao i u kojem se pojavio u cameo ulozi.

## Djela
- "Postaja na obzorju" (1927./1928.)
- "Na zapadu ništa novo" (1929.)
- "Povratak" (1931.)
- "Tri ratna druga" (1937.)
- "Ljubi bližnjega svoga" (1941.)
- "Slavoluk pobjede" (1946.)
- "Iskra života" (1952.)
- "Vrijeme života, vrijeme smrti" (1954.)
- "Crni obelisk" (1956.)
- "Nebo nema miljenike" (1961.)
- "Noć u Lisabonu" (1962.)
- "Sjene u raju" (1971.)